# Robert Wood (archeologo)
Robert Wood (1717 – 9 settembre 1771) è stato un archeologo, politico, studioso del mondo classico e funzionario di Stato britannico.
Era il figlio di Revd James Wood di Summerhill, County Meath e frequentò l'Università di Glasgow (1732) e il Middle Temple (1736).

## Biografia
Negli anni 1750-1751 Wood viaggiò nel Vicino Oriente con due benestanti studenti di Oxford, James Dawkins e John Bouverie (che morì di febbre all'inizio della spedizione) e un disegnatore italiano, Giovanni Battista Borra. Lo scopo principale era quello di esplorare la Troade e individuare le località principali citate da Omero. Spostandosi a sud nella Siria, essi presero accurate misure e disegni delle antiche rovine romane di Palmira e di Baalbek. I risultati di queste ricerche furono pubblicati nel 1753 e nel 1757, sia in edizioni in lingua inglese, che francese e furono tra le prime sistematiche pubblicazioni di antichi palazzi. Entrambe le opere influirono notevolmente sull'architettura neoclassica in Gran Bretagna, nell'Europa continentale e in America. Dal 1753 al 1756, Wood fu la guida e il compagno di viaggio del giovane duca di Bridgewater, il più ricco Pari di Gran Bretagna, nel compimento del suo Grand Tour.
Nel 1756 fu nominato sottosegretario del Segretario di Stato per il Dipartimento del Sud, che inizialmente era stato  William Pitt, 1º conte di Chatham. Fu a Wood che Granville citò un appropriato passaggio dall'Iliade di Omero quando firmò il Trattato di Parigi sul suo letto di morte nel 1763 (Wood pubblicò un saggio su Omero nel 1765, in cui sosteneva che alla vera conoscenza si può giungere solo dopo che si è avuta l'opportunità di valutare la propria società in relazione alle altre). Nel 1764, seguendo le istruzioni del Segretario di Stato Halifax, Wood s'impadronì delle carte di John Wilkes, che in conseguenza ottenne da lui un indennizzo per danni di £1000.
Nel 1761 Wood fu eletto Membro del Parlamento per Brackley, nel Northamptonshire, che continuò a rappresentare fino alla morte.
Egli fu anche Master of the Revels in Irlanda, e a un certo punto si disse che sarebbe stato nominato Segretario del Lord luogotenente d'Irlanda, ma questi ebbe da ridire sul "carattere pubblico e privato" del candidato come sui suoi "mediocri natali" e l'incarico non gli fu mai assegnato.
Egli sposò Anna, figlia di Thomas Skottowe, dalla quale ebbe due figli e una figlia; il figlio Robert fu anch'egli un Membro del Parlamento.

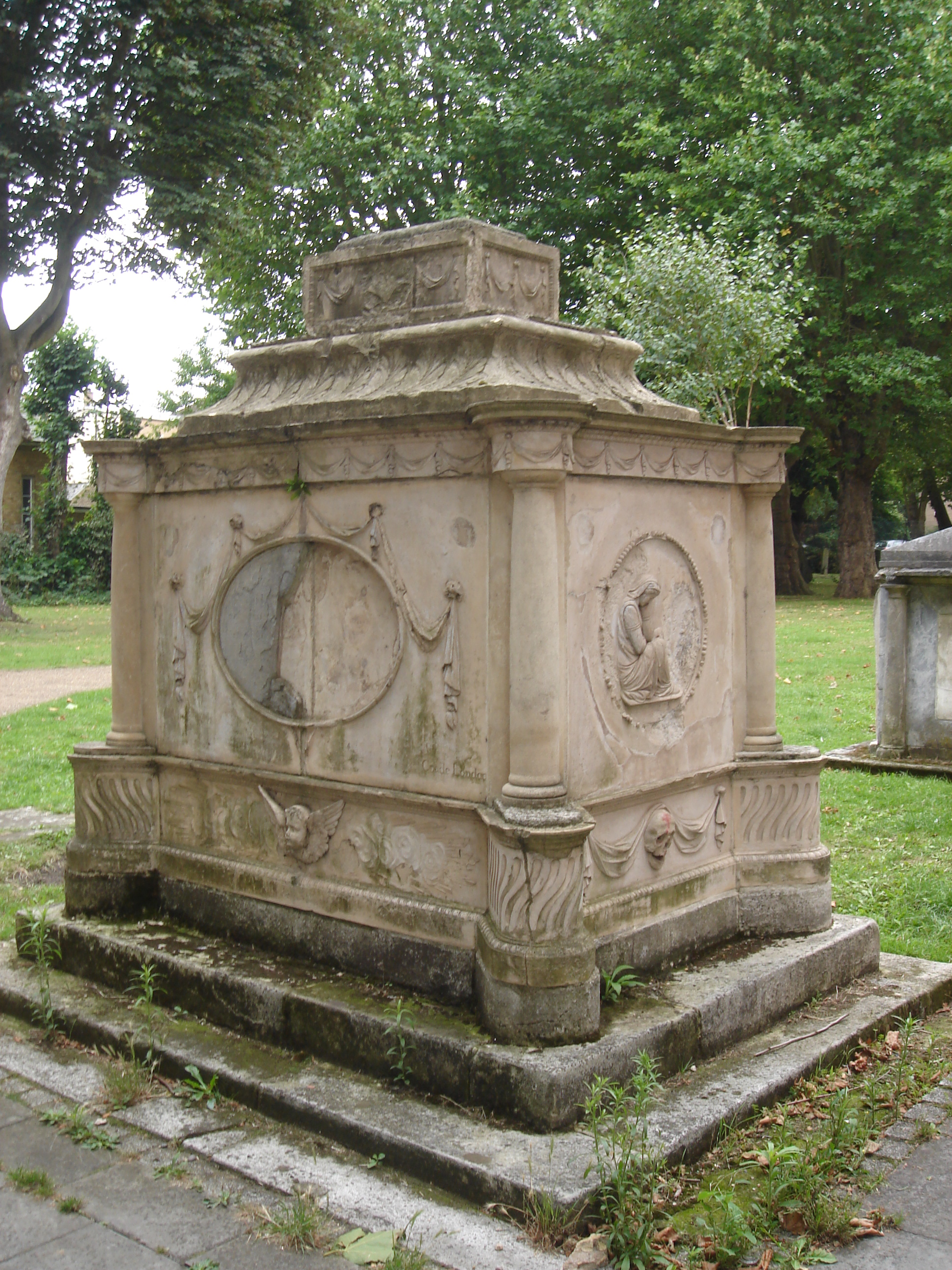
Tomba di Robert Wood, Putney Old Burial Ground.

Dopo la sua morte, avvenuta il 9 settembre 1771, Wood fu sepolto vicino alla propria casa a Putney, nel cimitero Putney Old Burial Ground, in un sarcofago di marmo con un epitaffio scritto da Horace Walpole.

## Opere
- Les ruines de Palmyre, autrement dite Tedmor, au desert. London (1753).
- The ruins of Palmyra; otherwise Tedmor in the desart. London (1753).
- Les Ruines de Balbec, autrement dite Heliopolis dans la Coelosyrie. London (1757).
- The ruins of Balbec, otherwise Heliopolis in Coelosyria. London (1757).
- An essay on the original genius of Homer. London (1769).

## Fonti
(in lingua inglese salvo diverso avviso)
- WOOD, Robert (?1717-71), of Putney, Surr., su historyofparliamentonline.org, History of Parliament Online. URL consultato il 4 agosto 2012.
- Sir John Summerson: Architecture in Britain 1530-1830. Pelican History of Art. 9th edition. New Haven / London: Yale University Press (1993) p. 380-381.
- Unpacking Ruins: Architecture from Antiquity. Exhibition at the Central Library, University of Otago / New Zealand, 12 September – 28 November 2002.
- Robert Beatson, A Chronological Register of Both Houses of Parliament (London: Longman, Hurst, Res & Orme, 1807)
- Lewis Namier, The Structure of Politics at the Accession of George III (2nd edition - London: St Martin's Press, 1961)